# Élections législatives de 2022 dans le Val-d'Oise
Les élections législatives françaises de 2022 dans le Val-d'Oise se déroulent les 12 et 19 juin. Dans le département, dix députés sont à élire dans le cadre de dix circonscriptions.

## Contexte

### Résultats de l'élection présidentielle de 2022 par circonscription
| Circonscription | 1er tour | 1er tour | 1er tour  |         | 2d tour | 2d tour |
| Circonscription | Macron   | Le Pen   | Mélenchon | Macron  | Le Pen  |         |
| --------------- | -------- | -------- | --------- | ------- | ------- | ------- |
| Circonscription |          |          |           |         |         |         |
| 1re             | 26,12 %  | 22,36 %  | 24,94 %   | 58,63 % | 41,37 % |         |
| 2e              | 27,60 %  | 19,78 %  | 26,46 %   | 63,12 % | 36,88 % |         |
| 3e              | 28,40 %  | 18,05 %  | 27,83 %   | 66,06 % | 33,94 % |         |
| 4e              | 29,98 %  | 15,11 %  | 28,60 %   | 69,90 % | 30,10 % |         |
| 5e              | 21,46 %  | 13,15 %  | 48,88 %   | 72,75 % | 27,25 % |         |
| 6e              | 29,98 %  | 13,48 %  | 31,08 %   | 72,25 % | 27,75 % |         |
| 7e              | 26,54 %  | 16,40 %  | 29,68 %   | 66,02 % | 33,98 % |         |
| 8e              | 18,26 %  | 14,16 %  | 52,01 %   | 67,01 % | 32,99 % |         |
| 9e              | 21,59 %  | 22,09 %  | 36,38 %   | 57,70 % | 42,30 % |         |
| 10e             | 26,39 %  | 14,93 %  | 38,23 %   | 70,30 % | 29,70 % |         |

## Système électoral
Les élections législatives ont lieu au scrutin uninominal majoritaire à deux tours dans des circonscriptions uninominales.
Est élu au premier tour le candidat qui réunit la majorité absolue des suffrages exprimés et un nombre de voix au moins égal au quart (25 %) des électeurs inscrits dans la circonscription. Si aucun des candidats ne satisfait ces conditions, un second tour est organisé entre les candidats ayant réuni un nombre de voix au moins égal à un huitième des inscrits (12,5 %) ; les deux candidats arrivés en tête du premier tour se maintiennent néanmoins par défaut si un seul ou aucun d'entre eux n'a atteint ce seuil. Au second tour, le candidat arrivé en tête est déclaré élu.
Le seuil de qualification basé sur un pourcentage du total des inscrits et non des suffrages exprimés rend plus difficile l'accès au second tour lorsque l'abstention est élevée. Le système permet en revanche l'accès au second tour de plus de deux candidats si plusieurs d'entre eux franchissent le seuil de 12,5 % des inscrits. Les candidats en lice au second tour peuvent ainsi être trois, un cas de figure appelé « triangulaire ». Les second tours où s'affrontent quatre candidats, appelés « quadrangulaire » sont également possibles, mais beaucoup plus rares.

### Partis et nuances
Les résultats des élections sont publiées en France par le ministère de l'Intérieur, qui classe les partis en leur attribuant des nuances politiques. Ces dernières sont décidées par les préfets, qui les attribuent indifféremment de l'étiquette politique déclarée par les candidats, qui peut être celle d'un parti ou une candidature sans étiquette.
En 2022, seuls les coalitions Ensemble (ENS) et Nouvelle Union populaire écologique et sociale (NUPES), ainsi que le Parti radical de gauche (RDG), l'Union des démocrates et indépendants (UDI), Les Républicains (LR), le Rassemblement national (RN) et Reconquête (REC) se voient attribués en 2022 des nuances propres,,.
Tous les autres partis se voient attribués l'une ou l'autre des nuances suivantes : DXG (divers extrême gauche), DVG (divers gauche), ECO (écologiste), REG (régionaliste), DVC (divers centre), DVD (divers droite), DSV (droite souverainiste) et DXD (divers extrême droite). Des partis comme Debout la France ou Lutte ouvrière ne disposent ainsi pas de nuances propres, et leurs résultats nationaux ne sont pas publiés séparément par le ministère, car mélangés avec d'autres partis (respectivement dans les nuances DSV et DXG),.

## Résultats

### Élus
| Circonscription                                     | Député sortant      | Parti | Parti     | Groupe    | Député élu ou réélu    | Parti | Parti     | Groupe    |
| --------------------------------------------------- | ------------------- | ----- | --------- | --------- | ---------------------- | ----- | --------- | --------- |
| 1re                                                 | Antoine Savignat    |       | LR        | LR        | Émilie Chandler        |       | LREM      | RE        |
| 2e                                                  | Guillaume Vuilletet |       | LREM      | LREM      | Guillaume Vuilletet    |       | LREM      | RE        |
| 3e                                                  | Cécile Rilhac       |       | EC - LREM | LREM      | Cécile Rilhac          |       | EC - LREM | RE        |
| 4e                                                  | Naïma Moutchou      |       | Horizons  | LREM      | Naïma Moutchou         |       | Horizons  | HOR       |
| 5e                                                  | Fiona Lazaar        |       | LREM      | app. LREM | Paul Vannier           |       | LFI       | LFI-NUPES |
| 6e                                                  | Nathalie Élimas     |       | MoDem     | MoDem     | Estelle Folest         |       | RR        | DEM       |
| 7e                                                  | Dominique Da Silva  |       | LREM      | LREM      | Dominique Da Silva     |       | LREM      | RE        |
| 8e                                                  | François Pupponi    |       | MoDem     | MoDem     | Carlos Martens Bilongo |       | LFI       | LFI-NUPES |
| 9e                                                  | Živka Park          |       | LREM      | LREM      | Arnaud Le Gall         |       | LFI       | LFI-NUPES |
| 10e                                                 | Aurélien Taché**    |       | LND       | NI        | Aurélien Taché         |       | LND       | ÉCO       |
| ** député sortant élu en 2017 sous l'étiquette LREM |                     |       |           |           |                        |       |           |           |

### Taux de participation
| Taux de participation | 1er tour | 1er tour | 1er tour   | 2d tour | 2d tour | 2d tour    | Différence entre les deux tours |
| Taux de participation | En 2017  | En 2022  | Différence | En 2017 | En 2022 | Différence | Différence entre les deux tours |
| --------------------- | -------- | -------- | ---------- | ------- | ------- | ---------- | ------------------------------- |
| À midi                | 16,51 %  | 13,07 %  | 3,44       | 13,26 % | 10,10 % | 3,16       | 2,97                            |
| À 17 heures           | 32,92 %  | 32,04 %  | 0,88       | 25,59 % | 30,80 % | 5,21       | 1,24                            |
| Final                 | 43,91 %  | 43,27 %  | 0,64       | 37,03 % | 42,92 % | 5,89       | 0,35                            |

### Résultats à l'échelle du département

#### Résultats par coalition
| Parti et coalition                                           | Parti et coalition                                                | Parti et coalition                                                | Premier tour | Premier tour | Premier tour | Second tour   | Second tour   | Second tour | Total Sièges  | +/-           |  |
| Parti et coalition                                           | Parti et coalition                                                | Parti et coalition                                                | Voix         | %            | Sièges       | Voix          | %             | Sièges      | Total Sièges  | +/-           |  |
| ------------------------------------------------------------ | ----------------------------------------------------------------- | ----------------------------------------------------------------- | ------------ | ------------ | ------------ | ------------- | ------------- | ----------- | ------------- | ------------- |  |
|                                                              |                                                                   | La France insoumise (LFI)                                         | 67 171       | 21,45        | 0            | 103 242       | 34,95         | 3           | 3             | 3             |  |
|                                                              | Génération écologie (GÉ)                                          | 12 537                                                            | 4,00         | 0            | 19 442       | 6,58          | 0             | 0           | Nv.           |               |  |
|                                                              | Les Nouveaux Démocrates (LND)                                     | 9 193                                                             | 2,93         | 0            | 14 636       | 4,95          | 1             | 1           | Nv.           |               |  |
|                                                              | Parti socialiste (PS)                                             | 9 018                                                             | 2,88         | 0            | 13 732       | 4,65          | 0             | 0           | 1             |               |  |
| Total Nouvelle Union populaire écologique et sociale (NUPES) | Total Nouvelle Union populaire écologique et sociale (NUPES)      | 97 919                                                            | 31,27        | 0            | 151 052      | 51,13         | 4             | 4           | 3             |               |  |
|                                                              |                                                                   | La République en marche (LREM)                                    | 44 618       | 14,25        | 0            | 70 701        | 23,93         | 3           | 3             | 5             |  |
|                                                              | En commun - La République en marche (EC - LREM)                   | 12 284                                                            | 3,92         | 0            | 21 200       | 7,18          | 1             | 1           | Nv.           |               |  |
|                                                              | Horizons (H)                                                      | 10 397                                                            | 3,32         | 0            | 17 869       | 6,05          | 1             | 1           | Nv.           |               |  |
|                                                              | Refondation républicaine (RR)                                     | 7 470                                                             | 2,39         | 0            | 17 245       | 5,84          | 1             | 1           | Nv.           |               |  |
|                                                              | Mouvement démocrate (MoDem)                                       | 4 263                                                             | 1,36         | 0            | 6 997        | 2,37          | 0             | 0           | 1             |               |  |
| Total Ensemble (ENS)                                         | Total Ensemble (ENS)                                              | 79 032                                                            | 25,23        | 0            | 134 012      | 45,36         | 6             | 6           | 3             |               |  |
|                                                              |                                                                   | Rassemblement national (RN)                                       | 42 493       | 13,57        | 0            | 10 377        | 3,51          | 0           | 0             | en stagnation |  |
|                                                              | L'Avenir français - Rassemblement national (LAF - RN)             | 6 439                                                             | 2,06         | 0            |              |               |               | 0           | Nv.           |               |  |
| Total Rassemblement national et alliés (RN)                  | Total Rassemblement national et alliés (RN)                       | 48 932                                                            | 15,62        | 0            | 10 377       | 3,51          | 0             | 0           | en stagnation |               |  |
|                                                              |                                                                   | Les Républicains (LR)                                             | 31 369       | 10,02        | 0            |               |               |             | 0             | en stagnation |  |
|                                                              | Union des démocrates et indépendants (UDI)                        | 1 499                                                             | 0,48         | 0            | 0            | en stagnation |               |             |               |               |  |
| Total Union de la droite et du centre (UDC)                  | Total Union de la droite et du centre (UDC)                       | 32 868                                                            | 10,49        | 0            | 0            | en stagnation |               |             |               |               |  |
|                                                              |                                                                   | Reconquête (REC)                                                  | 14 560       | 4,65         | 0            | 0             | Nv.           |             |               |               |  |
|                                                              | Mouvement conservateur (MC)                                       | 769                                                               | 0,25         | 0            | 0            | Nv.           |               |             |               |               |  |
| Total Reconquête et alliés (REC)                             | Total Reconquête et alliés (REC)                                  | 15 329                                                            | 4,89         | 0            | 0            | Nv.           |               |             |               |               |  |
|                                                              |                                                                   | Le Trèfle - Les nouveaux écologistes (LT-LNÉ)                     | 4 989        | 1,59         | 0            | 0             | en stagnation |             |               |               |  |
|                                                              | L'écologie autrement (LEA)                                        | 3 158                                                             | 1,00         | 0            | 0            | Nv.           |               |             |               |               |  |
| Total Tous Unis pour le Vivant (TUPV)                        | Total Tous Unis pour le Vivant (TUPV)                             | 8 147                                                             | 2,60         | 0            | 0            | en stagnation |               |             |               |               |  |
|                                                              | Parti animaliste (PA)                                             | Parti animaliste (PA)                                             | 5 746        | 1,83         | 0            | 0             | en stagnation |             |               |               |  |
|                                                              | Dissidents Ensemble (ENS)                                         | Dissidents Ensemble (ENS)                                         | 3 375        | 1,08         | 0            | 0             | Nv.           |             |               |               |  |
|                                                              | Lutte ouvrière (LO)                                               | Lutte ouvrière (LO)                                               | 3 237        | 1,03         | 0            | 0             | en stagnation |             |               |               |  |
|                                                              |                                                                   | Debout la France (DLF)                                            | 2 012        | 0,64         | 0            | 0             | en stagnation |             |               |               |  |
|                                                              | Les Patriotes (LP)                                                | 1 074                                                             | 0,34         | 0            | 0            | Nv.           |               |             |               |               |  |
| Total Union pour la France (UPF)                             | Total Union pour la France (UPF)                                  | 3 086                                                             | 0,99         | 0            | 0            | en stagnation |               |             |               |               |  |
|                                                              | Dissidents Nouvelle Union populaire écologique et sociale (NUPES) | Dissidents Nouvelle Union populaire écologique et sociale (NUPES) | 2 269        | 0,72         | 0            | 0             | en stagnation |             |               |               |  |
|                                                              | Les Engagé.e.s (LE)                                               | Les Engagé.e.s (LE)                                               | 2 109        | 0,67         | 0            | 0             | en stagnation |             |               |               |  |
|                                                              |                                                                   | Gauche républicaine et socialiste (GRS)                           | 1 084        | 0,35         | 0            | 0             | Nv.           |             |               |               |  |
|                                                              | Sans étiquette                                                    | 775                                                               | 0,25         | 0            | 0            | Nv.           |               |             |               |               |  |
| Total Fédération de la gauche républicaine (FGR)             | Total Fédération de la gauche républicaine (FGR)                  | 1 859                                                             | 0,59         | 0            | 0            | en stagnation |               |             |               |               |  |
|                                                              | Union des démocrates musulmans français (UDMF)                    | Union des démocrates musulmans français (UDMF)                    | 1 100        | 0,35         | 0            | 0             | Nv.           |             |               |               |  |
|                                                              | Parti radical de gauche (PRG)                                     | Parti radical de gauche (PRG)                                     | 857          | 0,27         | 0            | 0             | Nv.           |             |               |               |  |
|                                                              | Parti ouvrier indépendant démocratique (POID)                     | Parti ouvrier indépendant démocratique (POID)                     | 586          | 0,19         | 0            | 0             | en stagnation |             |               |               |  |
|                                                              |                                                                   | Mouvement des progressistes (MdP)                                 | 546          | 0,17         | 0            | 0             | en stagnation |             |               |               |  |
| Total Écologie au centre (ÉAC)                               | Total Écologie au centre (ÉAC)                                    | 546                                                               | 0,17         | 0            | 0            | en stagnation |               |             |               |               |  |
|                                                              |                                                                   | Alliance centriste (AC)                                           | 343          | 0,11         | 0            | 0             | Nv.           |             |               |               |  |
| Total Les écologistes avec la majorité présidentielle (ÉMP)  | Total Les écologistes avec la majorité présidentielle (ÉMP)       | 343                                                               | 0,11         | 0            | 0            | Nv.           |               |             |               |               |  |
|                                                              | Parti pirate (PP)                                                 | Parti pirate (PP)                                                 | 114          | 0,04         | 0            | 0             | Nv.           |             |               |               |  |
|                                                              | Le Peuple de France (PDF)                                         | Le Peuple de France (PDF)                                         | 104          | 0,03         | 0            | 0             | Nv.           |             |               |               |  |
|                                                              | Autres partis                                                     | Autres partis                                                     | 1 033        | 0,33         | 0            | 0             | en stagnation |             |               |               |  |
|                                                              | Sans étiquette (SE)                                               | Sans étiquette (SE)                                               | 4 599        | 1,47         | 0            | 0             | en stagnation |             |               |               |  |
|                                                              |                                                                   |                                                                   |              |              |              |               |               |             |               |               |  |
| Suffrages exprimés                                           | Suffrages exprimés                                                | Suffrages exprimés                                                | 313 190      | 98,09        |              | 295 441       | 93,27         |             |               |               |  |
| Votes blancs                                                 | Votes blancs                                                      | Votes blancs                                                      | 4 601        | 1,44         | 15 547       | 4,91          |               |             |               |               |  |
| Votes nuls                                                   | Votes nuls                                                        | Votes nuls                                                        | 1 506        | 0,47         | 5 765        | 1,82          |               |             |               |               |  |
| Total                                                        | Total                                                             | Total                                                             | 319 297      | 100          | 0            | 316 753       | 100           | 10          | 10            | en stagnation |  |
| Abstentions                                                  | Abstentions                                                       | Abstentions                                                       | 418 644      | 56,73        |              | 421 320       | 57,08         |             |               |               |  |
| Inscrits/Participation                                       | Inscrits/Participation                                            | Inscrits/Participation                                            | 737 941      | 43,27        | 738 073      | 42,92         |               |             |               |               |  |

#### Résultats par nuance
| Nuance                 | Nuance                                         | Nuance                 | Premier tour | Premier tour | Premier tour | Second tour | Second tour   | Second tour | Total Sièges | +/-           |  |
| Nuance                 | Nuance                                         | Nuance                 | Voix         | %            | Sièges       | Voix        | %             | Sièges      | Total Sièges | +/-           |  |
| ---------------------- | ---------------------------------------------- | ---------------------- | ------------ | ------------ | ------------ | ----------- | ------------- | ----------- | ------------ | ------------- |  |
|                        | Nouvelle Union populaire écologique et sociale | NUP                    | 97 919       | 31,27        | 0            | 151 052     | 51,13         | 4           | 4            | 3             |  |
|                        | Ensemble !                                     | ENS                    | 79 032       | 25,23        | 0            | 134 012     | 45,36         | 6           | 6            | 3             |  |
|                        | Rassemblement national                         | RN                     | 48 932       | 15,62        | 0            | 10 377      | 3,51          | 0           | 0            | en stagnation |  |
|                        | Les Républicains                               | LR                     | 31 369       | 10,02        | 0            |             |               |             | 0            | en stagnation |  |
|                        | Reconquête                                     | REC                    | 14 507       | 4,63         | 0            | 0           | Nv            |             |              |               |  |
|                        | Ecologistes                                    | ECO                    | 13 893       | 4,44         | 0            | 0           | en stagnation |             |              |               |  |
|                        | Divers gauche                                  | DVG                    | 11 465       | 3,66         | 0            | 0           | en stagnation |             |              |               |  |
|                        | Divers extrême gauche                          | DXG                    | 3 823        | 1,22         | 0            | 0           | en stagnation |             |              |               |  |
|                        | Divers centre                                  | DVC                    | 3 718        | 1,19         | 0            | 0           | Nv            |             |              |               |  |
|                        | Droite souverainiste                           | DSV                    | 3 086        | 0,99         | 0            | 0           | en stagnation |             |              |               |  |
|                        | Divers                                         | DIV                    | 1 874        | 0,60         | 0            | 0           | en stagnation |             |              |               |  |
|                        | Union des démocrates et indépendants           | UDI                    | 1 499        | 0,48         | 0            | 0           | en stagnation |             |              |               |  |
|                        | Divers extrême droite                          | DXD                    | 926          | 0,30         | 0            | 0           | en stagnation |             |              |               |  |
|                        | Parti radical de gauche                        | RDG                    | 857          | 0,27         | 0            | 0           | en stagnation |             |              |               |  |
|                        | Régionaliste                                   | REG                    | 290          | 0,09         | 0            | 0           | en stagnation |             |              |               |  |
|                        |                                                |                        |              |              |              |             |               |             |              |               |  |
| Suffrages exprimés     | Suffrages exprimés                             | Suffrages exprimés     | 313 190      | 98,09        |              | 295 441     | 93,27         |             |              |               |  |
| Votes blancs           | Votes blancs                                   | Votes blancs           | 4 601        | 1,44         | 15 547       | 4,91        |               |             |              |               |  |
| Votes nuls             | Votes nuls                                     | Votes nuls             | 1 506        | 0,47         | 5 765        | 1,82        |               |             |              |               |  |
| Total                  | Total                                          | Total                  | 319 297      | 100          | 0            | 316 753     | 100           | 10          | 10           | en stagnation |  |
| Abstentions            | Abstentions                                    | Abstentions            | 418 644      | 56,73        |              | 421 320     | 57,08         |             |              |               |  |
| Inscrits/Participation | Inscrits/Participation                         | Inscrits/Participation | 737 941      | 43,27        | 738 073      | 42,92       |               |             |              |               |  |

### Cartes

Nuance politique des candidats arrivés en tête dans chaque commune au 1er tour.
Nuance politique des candidats arrivés en tête dans chaque commune au 2e tour.

### Résultats par circonscription

#### Première circonscription
Député sortant : Antoine Savignat (Les Républicains).
| Candidat                 | Candidat                 | Parti et coalition       | Nuance                   | Premier tour | Premier tour | Second tour | Second tour |
| Candidat                 | Candidat                 | Parti et coalition       | Nuance                   | Voix         | %            | Voix        | %           |
| ------------------------ | ------------------------ | ------------------------ | ------------------------ | ------------ | ------------ | ----------- | ----------- |
|                          | Leïla Ivorra             | LFI (NUPES)              | NUP                      | 11 230       | 28,20        | 16 969      | 47,47       |
|                          | Émilie Chandler          | LREM (ENS)               | ENS                      | 9 472        | 23,78        | 18 777      | 52,53       |
|                          | Philippe Pierre          | RN                       | RN                       | 8 377        | 21,03        |             |             |
|                          | Antoine Savignat         | LR (UDC)                 | LR                       | 4 760        | 11,95        |             |             |
|                          | Erwan Attagnant          | REC                      | REC                      | 2 007        | 5,04         |             |             |
|                          | Albert Lapeyre           | LT-LNÉ (TUPV)            | ECO                      | 1 816        | 4,56         |             |             |
|                          | Lionel Lessaint          | DLF (UPF)                | DSV                      | 930          | 2,34         |             |             |
|                          | Sandrine Barbier         | PA                       | ECO                      | 831          | 2,09         |             |             |
|                          | Barbara Géhan            | LO                       | DXG                      | 405          | 1,02         |             |             |
|                          |                          |                          |                          |              |              |             |             |
| Votes valides            | Votes valides            | Votes valides            | Votes valides            | 39 828       | 98,22        | 35 746      | 91,51       |
| Votes blancs             | Votes blancs             | Votes blancs             | Votes blancs             | 578          | 1,43         | 2 486       | 6,36        |
| Votes nuls               | Votes nuls               | Votes nuls               | Votes nuls               | 143          | 0,35         | 829         | 2,12        |
| Total                    | Total                    | Total                    | Total                    | 40 549       | 100          | 39 061      | 100         |
| Abstention               | Abstention               | Abstention               | Abstention               | 42 180       | 50,99        | 43 677      | 52,79       |
| Inscrits / participation | Inscrits / participation | Inscrits / participation | Inscrits / participation | 82 729       | 49,01        | 82 738      | 47,21       |

#### Deuxième circonscription
Député sortant : Guillaume Vuilletet (La République en marche).
| Candidat                 | Candidat                 | Parti et coalition       | Nuance                   | Premier tour | Premier tour | Second tour | Second tour |
| Candidat                 | Candidat                 | Parti et coalition       | Nuance                   | Voix         | %            | Voix        | %           |
| ------------------------ | ------------------------ | ------------------------ | ------------------------ | ------------ | ------------ | ----------- | ----------- |
|                          | Guillaume Vuilletet      | LREM (ENS)               | ENS                      | 10 252       | 28,79        | 17 462      | 53,25       |
|                          | Sylvie Geoffroy-Martin   | LFI (NUPES)              | NUP                      | 9 652        | 27,10        | 15 333      | 46,75       |
|                          | Nadejda Rémy             | LAF - RN                 | RN                       | 6 439        | 18,08        |             |             |
|                          | Frédéric Pain            | LR (UDC)                 | LR                       | 3 092        | 8,68         |             |             |
|                          | Philippe Chanzy          | REC                      | REC                      | 1 882        | 5,28         |             |             |
|                          | Brahim Oubairouk         | LEA (TUPV)               | ECO                      | 1 036        | 2,91         |             |             |
|                          | Mireille Dombrowski      | SE (FGR)                 | DVG                      | 775          | 2,18         |             |             |
|                          | Morgane Frappa           | PA                       | ECO                      | 686          | 1,93         |             |             |
|                          | Lydie Chikhane           | DLF (UPF)                | DSV                      | 558          | 1,57         |             |             |
|                          | Jean-Luc Brulard         | SE                       | DIV                      | 510          | 1,43         |             |             |
|                          | Éric Cassan              | LO                       | DXG                      | 284          | 0,80         |             |             |
|                          | Laura Bonucci            | POID                     | DXG                      | 128          | 0,36         |             |             |
|                          | Jérôme Nicolle           | PP                       | DIV                      | 112          | 0,31         |             |             |
|                          | Jeson Cavaignac          | PDF                      | DXD                      | 104          | 0,29         |             |             |
|                          | Abdelmadjid Drari        | SE                       | DIV                      | 102          | 0,29         |             |             |
|                          |                          |                          |                          |              |              |             |             |
| Votes valides            | Votes valides            | Votes valides            | Votes valides            | 35 612       | 98,19        | 32 795      | 92,63       |
| Votes blancs             | Votes blancs             | Votes blancs             | Votes blancs             | 512          | 1,41         | 1 858       | 5,25        |
| Votes nuls               | Votes nuls               | Votes nuls               | Votes nuls               | 146          | 0,40         | 751         | 2,12        |
| Total                    | Total                    | Total                    | Total                    | 36 270       | 100          | 35 404      | 100         |
| Abstention               | Abstention               | Abstention               | Abstention               | 41 887       | 53,59        | 42 767      | 54,71       |
| Inscrits / participation | Inscrits / participation | Inscrits / participation | Inscrits / participation | 78 157       | 46,41        | 78 171      | 45,29       |

#### Troisième circonscription
Députée sortante : Cécile Rilhac (En commun - La République en marche).
| Candidat                 | Candidat                 | Parti et coalition       | Nuance                   | Premier tour | Premier tour | Second tour | Second tour |
| Candidat                 | Candidat                 | Parti et coalition       | Nuance                   | Voix         | %            | Voix        | %           |
| ------------------------ | ------------------------ | ------------------------ | ------------------------ | ------------ | ------------ | ----------- | ----------- |
|                          | Carine Pelegrin          | GÉ (NUPES)               | NUP                      | 12 537       | 28,96        | 19 442      | 47,84       |
|                          | Cécile Rilhac            | EC - LREM (ENS)          | ENS                      | 12 284       | 28,37        | 21 200      | 52,16       |
|                          | Romana Laurini           | RN                       | RN                       | 6 989        | 16,14        |             |             |
|                          | Sarah Nerozzi-Banfi      | LR (UDC)                 | LR                       | 5 282        | 12,20        |             |             |
|                          | Pascal Gérard            | REC                      | REC                      | 2 199        | 5,08         |             |             |
|                          | Fabrice David            | LT-LNÉ (TUPV)            | ECO                      | 1 938        | 4,48         |             |             |
|                          | Véronique Rodas-Pawloff  | PA                       | ECO                      | 790          | 1,82         |             |             |
|                          | Eric Pecquet             | LP (UPF)                 | DSV                      | 783          | 1,81         |             |             |
|                          | Juan Munoz               | LO                       | DXG                      | 495          | 1,14         |             |             |
|                          |                          |                          |                          |              |              |             |             |
| Votes valides            | Votes valides            | Votes valides            | Votes valides            | 43 297       | 98,36        | 40 642      | 93,67       |
| Votes blancs             | Votes blancs             | Votes blancs             | Votes blancs             | 539          | 1,22         | 1 954       | 4,50        |
| Votes nuls               | Votes nuls               | Votes nuls               | Votes nuls               | 183          | 0,42         | 793         | 1,83        |
| Total                    | Total                    | Total                    | Total                    | 44 019       | 100          | 43 389      | 100         |
| Abstention               | Abstention               | Abstention               | Abstention               | 50 566       | 53,46        | 51 190      | 54,12       |
| Inscrits / participation | Inscrits / participation | Inscrits / participation | Inscrits / participation | 94 585       | 46,54        | 94 579      | 45,88       |

#### Quatrième circonscription
Députée sortante : Naïma Moutchou (Horizons).
| Candidat                 | Candidat                   | Parti et coalition       | Nuance                   | Premier tour | Premier tour | Second tour | Second tour |
| Candidat                 | Candidat                   | Parti et coalition       | Nuance                   | Voix         | %            | Voix        | %           |
| ------------------------ | -------------------------- | ------------------------ | ------------------------ | ------------ | ------------ | ----------- | ----------- |
|                          | Karine Lacouture           | LFI (NUPES)              | NUP                      | 10 984       | 30,67        | 15 575      | 46,57       |
|                          | Naïma Moutchou             | HOR (ENS)                | ENS                      | 10 397       | 29,03        | 17 869      | 53,43       |
|                          | Régis Macé                 | RN                       | RN                       | 4 659        | 13,01        |             |             |
|                          | Patrick Boullé             | LR (UDC)                 | LR                       | 4 479        | 12,51        |             |             |
|                          | Grégory Berthault          | LEA (TUPV)               | ECO                      | 2 122        | 5,93         |             |             |
|                          | Fréderic Georjon           | REC                      | REC                      | 2 021        | 5,64         |             |             |
|                          | Cindy Tucci                | PA                       | ECO                      | 694          | 1,94         |             |             |
|                          | Marie-Françoise L'Hommedet | LO                       | DXG                      | 302          | 0,84         |             |             |
|                          | Alain Poupard              | POID                     | DXG                      | 155          | 0,43         |             |             |
|                          |                            |                          |                          |              |              |             |             |
| Votes valides            | Votes valides              | Votes valides            | Votes valides            | 35 813       | 98,57        | 33 444      | 93,67       |
| Votes blancs             | Votes blancs               | Votes blancs             | Votes blancs             | 384          | 1,06         | 1 671       | 4,68        |
| Votes nuls               | Votes nuls                 | Votes nuls               | Votes nuls               | 134          | 0,37         | 590         | 1,65        |
| Total                    | Total                      | Total                    | Total                    | 36 331       | 100          | 35 705      | 100         |
| Abstention               | Abstention                 | Abstention               | Abstention               | 39 248       | 51,93        | 39 861      | 52,75       |
| Inscrits / participation | Inscrits / participation   | Inscrits / participation | Inscrits / participation | 75 579       | 48,07        | 75 566      | 47,25       |

#### Cinquième circonscription
Députée sortante : Fiona Lazaar (La République en marche).
| Candidat                 | Candidat                 | Parti et coalition       | Nuance                   | Premier tour | Premier tour | Second tour | Second tour |
| Candidat                 | Candidat                 | Parti et coalition       | Nuance                   | Voix         | %            | Voix        | %           |
| ------------------------ | ------------------------ | ------------------------ | ------------------------ | ------------ | ------------ | ----------- | ----------- |
|                          | Paul Vannier             | LFI (NUPES)              | NUP                      | 11 218       | 44,80        | 15 645      | 63,71       |
|                          | Fiona Lazaar             | LREM (ENS)               | ENS                      | 5 264        | 21,02        | 8 913       | 36,29       |
|                          | Fabienne Daumas          | RN                       | RN                       | 2 921        | 11,67        |             |             |
|                          | Gilles Savry             | LR (UDC)                 | LR                       | 2 447        | 9,77         |             |             |
|                          | Stéphanie Henry          | REC                      | DXD                      | 822          | 3,28         |             |             |
|                          | Diénabou Kouyate         | MdP (ÉAC)                | DVG                      | 546          | 2,18         |             |             |
|                          | Dominique Mariette       | LO                       | DXG                      | 522          | 2,08         |             |             |
|                          | Schemsdine Harouch       | UDMF                     | DIV                      | 465          | 1,86         |             |             |
|                          | Mathilde Sapin           | PA                       | ECO                      | 362          | 1,45         |             |             |
|                          | Mehdi Lallaoui           | NUPES diss.              | REG                      | 290          | 1,16         |             |             |
|                          | Cheickna Traoré          | SE                       | DVG                      | 134          | 0,54         |             |             |
|                          | Rémi Arbaoui             | SE                       | DIV                      | 48           | 0,19         |             |             |
|                          |                          |                          |                          |              |              |             |             |
| Votes valides            | Votes valides            | Votes valides            | Votes valides            | 25 039       | 97,82        | 24 558      | 94,92       |
| Votes blancs             | Votes blancs             | Votes blancs             | Votes blancs             | 413          | 1,61         | 905         | 3,50        |
| Votes nuls               | Votes nuls               | Votes nuls               | Votes nuls               | 146          | 0,57         | 409         | 1,58        |
| Total                    | Total                    | Total                    | Total                    | 25 598       | 100          | 25 872      | 100         |
| Abstention               | Abstention               | Abstention               | Abstention               | 43 661       | 63,04        | 43 421      | 62,66       |
| Inscrits / participation | Inscrits / participation | Inscrits / participation | Inscrits / participation | 69 259       | 36,96        | 69 293      | 37,34       |

#### Sixième circonscription
Députée sortante : Nathalie Élimas (Mouvement démocrate).
| Candidat                 | Candidat                 | Parti et coalition       | Nuance                   | Premier tour | Premier tour | Second tour | Second tour |
| Candidat                 | Candidat                 | Parti et coalition       | Nuance                   | Voix         | %            | Voix        | %           |
| ------------------------ | ------------------------ | ------------------------ | ------------------------ | ------------ | ------------ | ----------- | ----------- |
|                          | Gabrielle Cathala        | LFI (NUPES)              | NUP                      | 10 019       | 29,84        | 15 006      | 46,53       |
|                          | Estelle Folest           | RR (ENS)                 | ENS                      | 7 470        | 22,25        | 17 245      | 53,47       |
|                          | Nicolas Flament          | LR (UDC)                 | LR                       | 4 125        | 12,29        |             |             |
|                          | Annika Bruna             | RN                       | RN                       | 3 994        | 11,90        |             |             |
|                          | Nathalie Élimas          | MoDem diss.              | DVC                      | 2 895        | 8,62         |             |             |
|                          | Samir Lassoued           | PS diss.                 | DVG                      | 1 979        | 5,89         |             |             |
|                          | Anaïs Ferdel             | REC                      | REC                      | 1 961        | 5,84         |             |             |
|                          | Philippe Demarquez       | PA                       | ECO                      | 816          | 2,43         |             |             |
|                          | Agnès Reinmann           | LO                       | DXG                      | 317          | 0,94         |             |             |
|                          |                          |                          |                          |              |              |             |             |
| Votes valides            | Votes valides            | Votes valides            | Votes valides            | 33 576       | 98,45        | 32 251      | 94,29       |
| Votes blancs             | Votes blancs             | Votes blancs             | Votes blancs             | 381          | 1,12         | 1 388       | 4,06        |
| Votes nuls               | Votes nuls               | Votes nuls               | Votes nuls               | 148          | 0,43         | 564         | 1,65        |
| Total                    | Total                    | Total                    | Total                    | 34 105       | 100          | 34 203      | 100         |
| Abstention               | Abstention               | Abstention               | Abstention               | 41 230       | 54,73        | 41 149      | 54,61       |
| Inscrits / participation | Inscrits / participation | Inscrits / participation | Inscrits / participation | 75 335       | 45,27        | 75 352      | 45,39       |

#### Septième circonscription
Député sortant : Dominique Da Silva (La République en marche).
| Candidat                 | Candidat                 | Parti et coalition       | Nuance                   | Premier tour | Premier tour | Second tour | Second tour |
| Candidat                 | Candidat                 | Parti et coalition       | Nuance                   | Voix         | %            | Voix        | %           |
| ------------------------ | ------------------------ | ------------------------ | ------------------------ | ------------ | ------------ | ----------- | ----------- |
|                          | Romain Eskenazi          | PS (NUPES)               | NUP                      | 9 018        | 31,59        | 13 732      | 49,63       |
|                          | Dominique Da Silva       | LREM (ENS)               | ENS                      | 7 846        | 27,48        | 13 936      | 50,37       |
|                          | Bruno Marcel             | RN                       | RN                       | 4 253        | 14,90        |             |             |
|                          | Andrijana Topuzovic      | LR (UDC)                 | LR                       | 2 193        | 7,68         |             |             |
|                          | Olivier Le Guével        | REC                      | REC                      | 1 794        | 6,28         |             |             |
|                          | François Sacerdot        | LT-LNÉ (TUPV)            | ECO                      | 1 235        | 4,33         |             |             |
|                          | Philippe Demaret         | SE                       | DVG                      | 790          | 2,77         |             |             |
|                          | Myriam Chikhane          | DLF (UPF)                | DSV                      | 524          | 1,84         |             |             |
|                          | Kamel Zouine             | PA                       | ECO                      | 434          | 1,52         |             |             |
|                          | Valérie Suarez           | LO                       | DXG                      | 291          | 1,02         |             |             |
|                          | Noël Coudert             | POID                     | DXG                      | 170          | 0,60         |             |             |
|                          |                          |                          |                          |              |              |             |             |
| Votes valides            | Votes valides            | Votes valides            | Votes valides            | 28 548       | 98,14        | 27 668      | 93,95       |
| Votes blancs             | Votes blancs             | Votes blancs             | Votes blancs             | 406          | 1,40         | 1 285       | 4,36        |
| Votes nuls               | Votes nuls               | Votes nuls               | Votes nuls               | 135          | 0,46         | 497         | 1,69        |
| Total                    | Total                    | Total                    | Total                    | 29 089       | 100          | 29 450      | 100         |
| Abstention               | Abstention               | Abstention               | Abstention               | 40 275       | 58,06        | 39 936      | 57,56       |
| Inscrits / participation | Inscrits / participation | Inscrits / participation | Inscrits / participation | 69 364       | 41,94        | 69 386      | 42,44       |

#### Huitième circonscription
Député sortant : François Pupponi (Mouvement démocrate).
| Candidat                 | Candidat                 | Parti et coalition       | Nuance                   | Premier tour | Premier tour | Second tour | Second tour |
| Candidat                 | Candidat                 | Parti et coalition       | Nuance                   | Voix         | %            | Voix        | %           |
| ------------------------ | ------------------------ | ------------------------ | ------------------------ | ------------ | ------------ | ----------- | ----------- |
|                          | Carlos Martens Bilongo   | LFI (NUPES)              | NUP                      | 6 485        | 37,14        | 11 282      | 61,72       |
|                          | François Pupponi         | MoDem (ENS)              | ENS                      | 4 263        | 24,42        | 6 997       | 38,28       |
|                          | Véronique Mérienne       | RN                       | RN                       | 1 998        | 11,44        |             |             |
|                          | Patrick Angrevier        | UDI (UDC)                | UDI                      | 1 499        | 8,59         |             |             |
|                          | Farouk Zaoui             | SE                       | DVG                      | 807          | 4,62         |             |             |
|                          | Muriel Gautherin         | REC                      | REC                      | 574          | 3,29         |             |             |
|                          | Shaïstah Raja            | GRS (FGR)                | DVG                      | 545          | 3,12         |             |             |
|                          | Daniel Auguste           | SE                       | DVG                      | 438          | 2,51         |             |             |
|                          | Zaki Amani               | UDMF                     | DIV                      | 291          | 1,67         |             |             |
|                          | Haïssata Camara          | LL                       | DVG                      | 195          | 1,12         |             |             |
|                          | Marina Prudhomme         | PA                       | ECO                      | 178          | 1,02         |             |             |
|                          | Rémi Gajdos              | LO                       | DXG                      | 158          | 0,90         |             |             |
|                          | Efatt Toor               | SE                       | DVG                      | 29           | 0,17         |             |             |
|                          |                          |                          |                          |              |              |             |             |
| Votes valides            | Votes valides            | Votes valides            | Votes valides            | 17 460       | 97,31        | 18 279      | 95,31       |
| Votes blancs             | Votes blancs             | Votes blancs             | Votes blancs             | 354          | 1,97         | 603         | 3,14        |
| Votes nuls               | Votes nuls               | Votes nuls               | Votes nuls               | 129          | 0,72         | 296         | 1,54        |
| Total                    | Total                    | Total                    | Total                    | 17 943       | 100          | 19 178      | 100         |
| Abstention               | Abstention               | Abstention               | Abstention               | 36 566       | 67,08        | 35 353      | 64,83       |
| Inscrits / participation | Inscrits / participation | Inscrits / participation | Inscrits / participation | 54 509       | 32,92        | 54 531      | 35,17       |

#### Neuvième circonscription
Députée sortante : Živka Park (La République en marche).
| Candidat                 | Candidat                 | Parti et coalition       | Nuance                   | Premier tour | Premier tour | Second tour | Second tour |
| Candidat                 | Candidat                 | Parti et coalition       | Nuance                   | Voix         | %            | Voix        | %           |
| ------------------------ | ------------------------ | ------------------------ | ------------------------ | ------------ | ------------ | ----------- | ----------- |
|                          | Arnaud Le Gall           | LFI (NUPES)              | NUP                      | 7 583        | 29,13        | 13 432      | 56,42       |
|                          | Jean-Baptiste Marly      | RN                       | RN                       | 5 309        | 20,39        | 10 377      | 43,58       |
|                          | Živka Park               | LREM (ENS)               | ENS                      | 5 219        | 20,05        |             |             |
|                          | Anthony Arciero          | LR (UDC)                 | LR                       | 3 335        | 12,81        |             |             |
|                          | Sylvain Saragosa         | REC                      | REC                      | 1 300        | 4,99         |             |             |
|                          | Jean-Marc Lussot         | SE                       | DVG                      | 1 071        | 4,11         |             |             |
|                          | Sympson Ndala            | PRG                      | RDG                      | 538          | 2,07         |             |             |
|                          | Mohammed Hakkou          | SE                       | DVG                      | 450          | 1,73         |             |             |
|                          | Youcef Itim              | PA                       | ECO                      | 391          | 1,50         |             |             |
|                          | Abdelsalem Hitache       | AC (ÉMP)                 | DVC                      | 343          | 1,32         |             |             |
|                          | Danièle Hanryon          | LO                       | DXG                      | 258          | 0,99         |             |             |
|                          | Miloud Slamani           | UDMF                     | DIV                      | 234          | 0,90         |             |             |
|                          | Nathan Jaouadi           | PP                       | DIV                      | 2            | 0,01         |             |             |
|                          |                          |                          |                          |              |              |             |             |
| Votes valides            | Votes valides            | Votes valides            | Votes valides            | 26 033       | 97,55        | 23 809      | 89,91       |
| Votes blancs             | Votes blancs             | Votes blancs             | Votes blancs             | 453          | 1,70         | 2 034       | 7,68        |
| Votes nuls               | Votes nuls               | Votes nuls               | Votes nuls               | 202          | 0,76         | 638         | 2,41        |
| Total                    | Total                    | Total                    | Total                    | 26 688       | 100          | 26 481      | 100         |
| Abstention               | Abstention               | Abstention               | Abstention               | 43 801       | 62,14        | 44 023      | 62,44       |
| Inscrits / participation | Inscrits / participation | Inscrits / participation | Inscrits / participation | 70 489       | 37,86        | 70 504      | 37,56       |

#### Dixième circonscription
Député sortant : Aurélien Taché (Les Nouveaux Démocrates après avoir été élu sous l'étiquette La République en marche en 2017).
| Candidat                 | Candidat                    | Parti et coalition       | Nuance                   | Premier tour | Premier tour | Second tour | Second tour |
| Candidat                 | Candidat                    | Parti et coalition       | Nuance                   | Voix         | %            | Voix        | %           |
| ------------------------ | --------------------------- | ------------------------ | ------------------------ | ------------ | ------------ | ----------- | ----------- |
|                          | Aurélien Taché,             | LND (NUPES)              | NUP                      | 9 193        | 32,85        | 14 636      | 55,76       |
|                          | Victorien Lachas,           | LREM (ENS)               | ENS                      | 6 565        | 23,46        | 11 613      | 44,24       |
|                          | Richard Durand              | RN                       | RN                       | 3 993        | 14,27        |             |             |
|                          | Karim Ziabat                | LE                       | DVG                      | 2 109        | 7,54         |             |             |
|                          | Patricia José               | LR (UDC)                 | LR                       | 1 656        | 5,92         |             |             |
|                          | Sanaa Saitouli              | CD                       | DVG                      | 838          | 2,99         |             |             |
|                          | Princesse Granvorka Puisard | MC                       | REC                      | 769          | 2,75         |             |             |
|                          | Evelyne Ollivier            | PA                       | ECO                      | 564          | 2,02         |             |             |
|                          | Augustin Belloc             | GRS (FGR)                | DVG                      | 539          | 1,93         |             |             |
|                          | Malek Benseddik             | MoDem diss.              | DVC                      | 330          | 1,18         |             |             |
|                          | Joseline Sylvie Loulendot   | PRG                      | RDG                      | 319          | 1,14         |             |             |
|                          | Sabine Rigouste             | LP (UPF)                 | DSV                      | 291          | 1,04         |             |             |
|                          | Prabagarane Madi            | SE                       | DVG                      | 220          | 0,79         |             |             |
|                          | Christophe Flaux            | LO                       | DXG                      | 205          | 0,73         |             |             |
|                          | Patricia Fidi,              | PRV diss.                | DVC                      | 150          | 0,54         |             |             |
|                          | Matthieu Binet              | POID                     | DXG                      | 133          | 0,48         |             |             |
|                          | Najet Arrar                 | UDMF                     | DIV                      | 110          | 0,39         |             |             |
|                          |                             |                          |                          |              |              |             |             |
| Votes valides            | Votes valides               | Votes valides            | Votes valides            | 27 984       | 97,49        | 26 249      | 93,71       |
| Votes blancs             | Votes blancs                | Votes blancs             | Votes blancs             | 581          | 2,02         | 1 363       | 4,87        |
| Votes nuls               | Votes nuls                  | Votes nuls               | Votes nuls               | 140          | 0,49         | 398         | 1,42        |
| Total                    | Total                       | Total                    | Total                    | 28 705       | 100          | 28 010      | 100         |
| Abstention               | Abstention                  | Abstention               | Abstention               | 39 230       | 57,75        | 39 943      | 58,78       |
| Inscrits / participation | Inscrits / participation    | Inscrits / participation | Inscrits / participation | 67 935       | 42,25        | 67 953      | 41,22       |